# Cànon de Ptolemeu

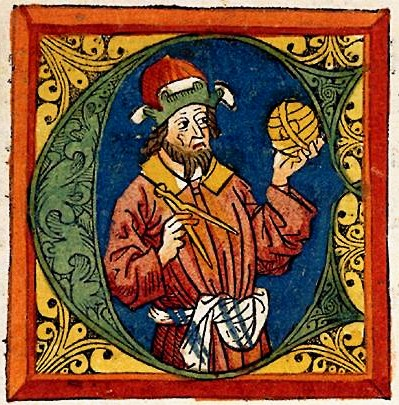
Claudi Ptolemeu en una minuatura del tractat "Geographia" publicat a Ulm (Alemanya) el 1842.

El Cànon de Ptolemeu o Cànon dels Reis és una llista de reis amb les seves dates de regnat usat en l'edat antiga pels astrònoms com una manera de registrar fenòmens astronòmics, com els eclipsis. La llista va ser conservada i publicada per Claudi Ptolemeu, i per això s'ha anomenat el «Cànon de Ptolemeu». És bastant precisa, i una de les fonts més importants a l'hora de fixar la cronologia absoluta de l'antic orient.
El Cànon és hereu d'anteriors llistes babilòniques. S'hi relacionen els reis de Babilònia des de 747 aC fins a la caiguda de Babilònia en mans dels perses l'any 539 aC. Segueix amb els monarques perses des de 538 aC fins a 332 aC. Des d'aquest any, els astrònoms grecs d'Alexandria la van continuar i van enumerar als monarques macedonis des del 331 aC fins al 305 aC, i seguint amb els Ptolemeus des del 304 aC fins al 30 aC i finalment amb els emperadors romans des del 29 aC fins al 160.
El Cànon és una llista anual. Només esmenta reis que van regnar durant més d'un any i parla solament d'un monarca per any, i en els anys que hi van haver diferents reis només en menciona un. Hi ha dos períodes en els quals no s'esmenta cap rei, quan Sennàquerib, rei d'Assíria, va tenir el control de Babilònia. El seu nom no es menciona degut a l'odi dels babilonis per un rei que va destruir la seva ciutat l'any 689 aC.